# レイナルド・トロプリニ
レイナルド・トロプリニ（Rejnaldo Troplini 、1994年11月9日 - ）は、アルバニア・ドゥラス出身のプロサッカー選手。アルバニア・ファーストディビジョン・エルゼニ・シヤク所属。ポジションは、ミッドフィールダー（右ミッドフィールダー）、ディフェンダー（ライトバック）。